# Paretroplus
Paretroplus – rodzaj słodkowodnych ryb okoniokształtnych z rodziny pielęgnicowatych (Cichlidae).

## Występowanie
Do rodzaju Paretroplus należą gatunki endemiczne dla Madagaskaru.

## Klasyfikacja
Gatunki zaliczane do tego rodzaju:
- Paretroplus dambabe Sparks, 2002
- Paretroplus damii Bleeker, 1868
- Paretroplus gymnopreopercularis Sparks, 2008
- Paretroplus kieneri Arnoult, 1960
- Paretroplus lamenabe Sparks, 2008
- Paretroplus loisellei Sparks & Schelly, 2011
- Paretroplus maculatus Kiener & Maugé, 1966
- Paretroplus maromandia Sparks & Reinthal, 1999
- Paretroplus menarambo Allgayer, 1996
- Paretroplus nourissati (Allgayer, 1998)
- Paretroplus petiti Pellegrin, 1929
- Paretroplus polyactis Bleeker, 1878
- Paretroplus tsimoly Stiassny, Chakrabarty & Loiselle, 2001

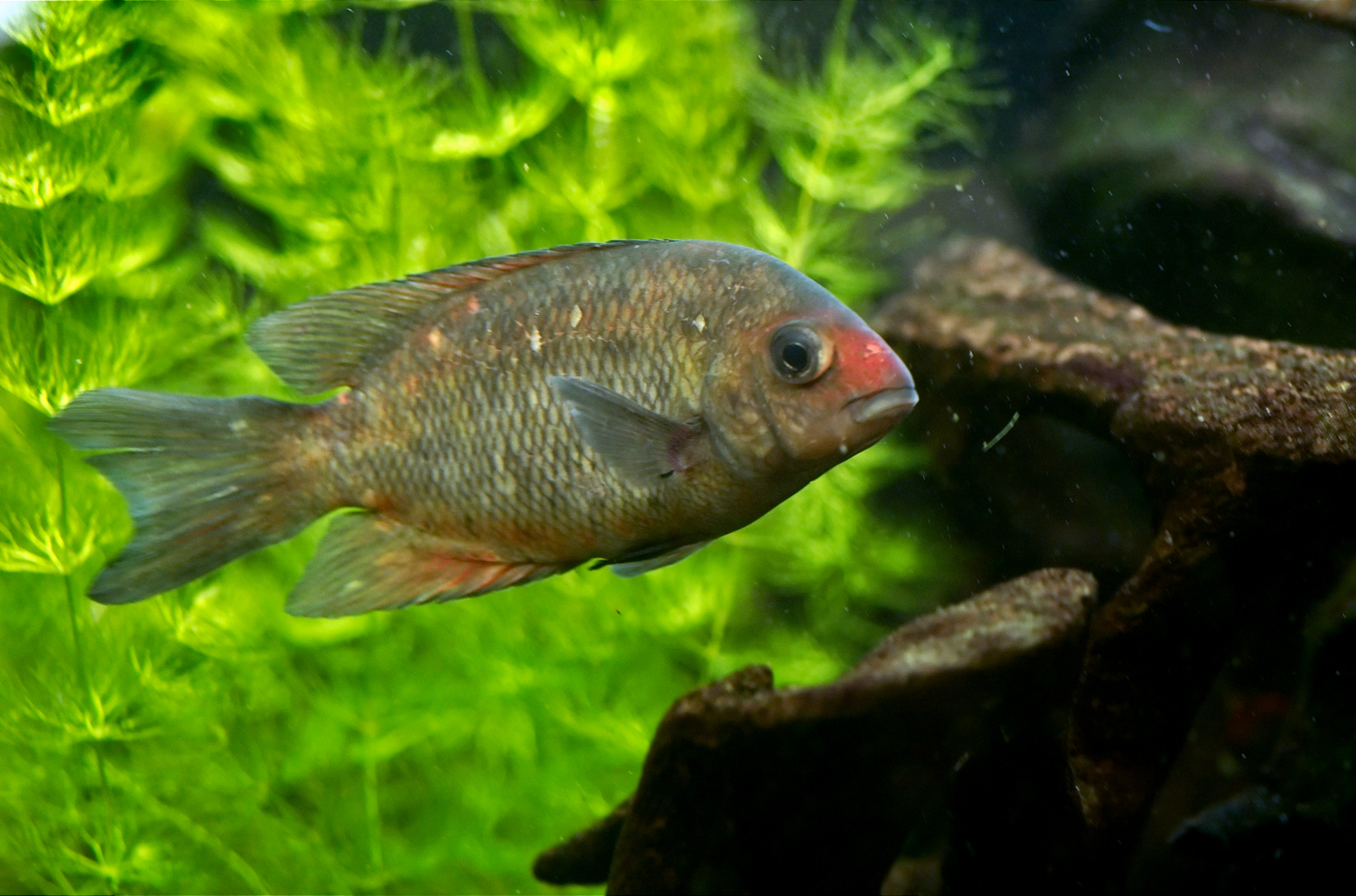
Paretroplus kieneri
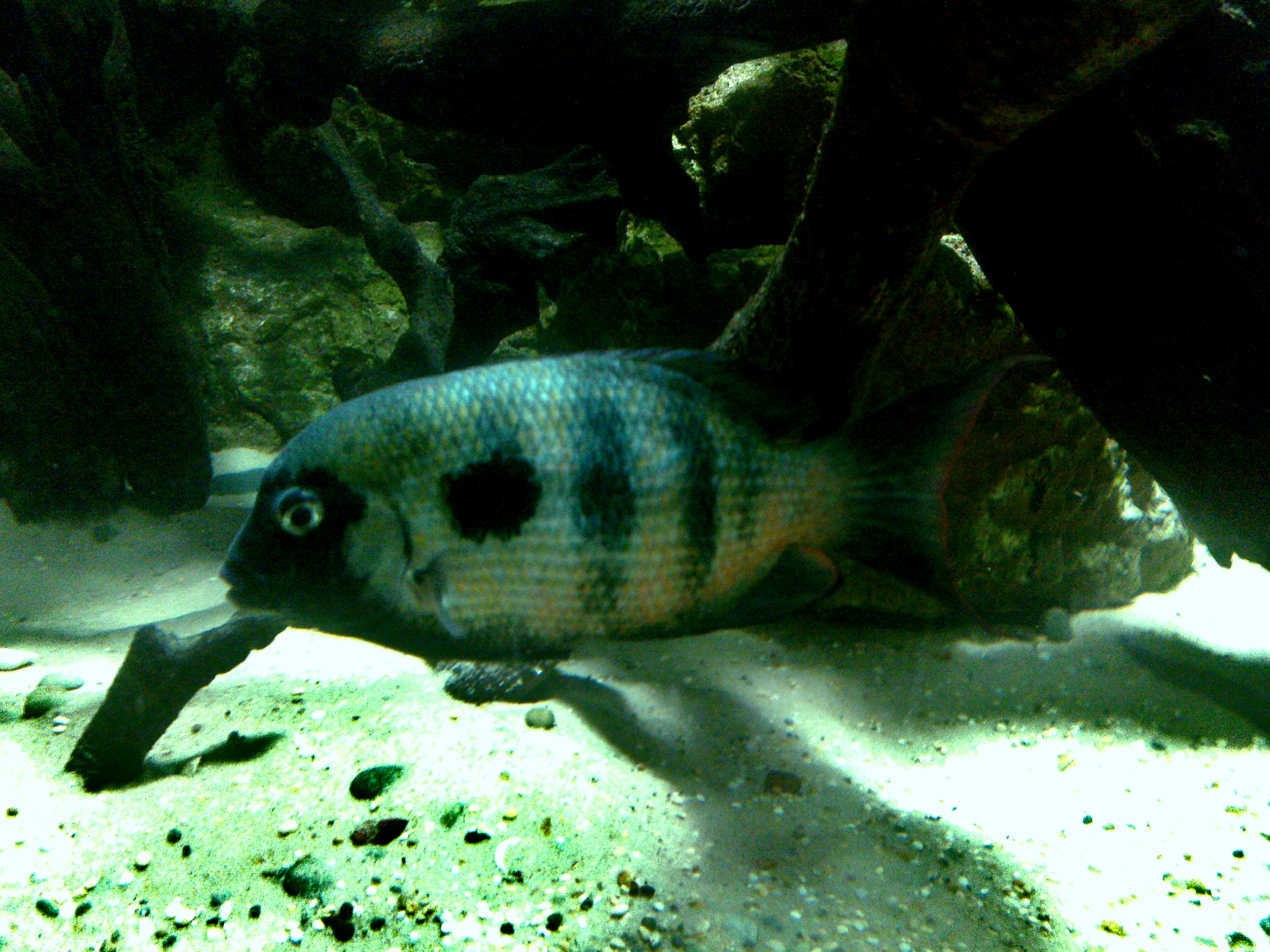
Paretroplus maculatus
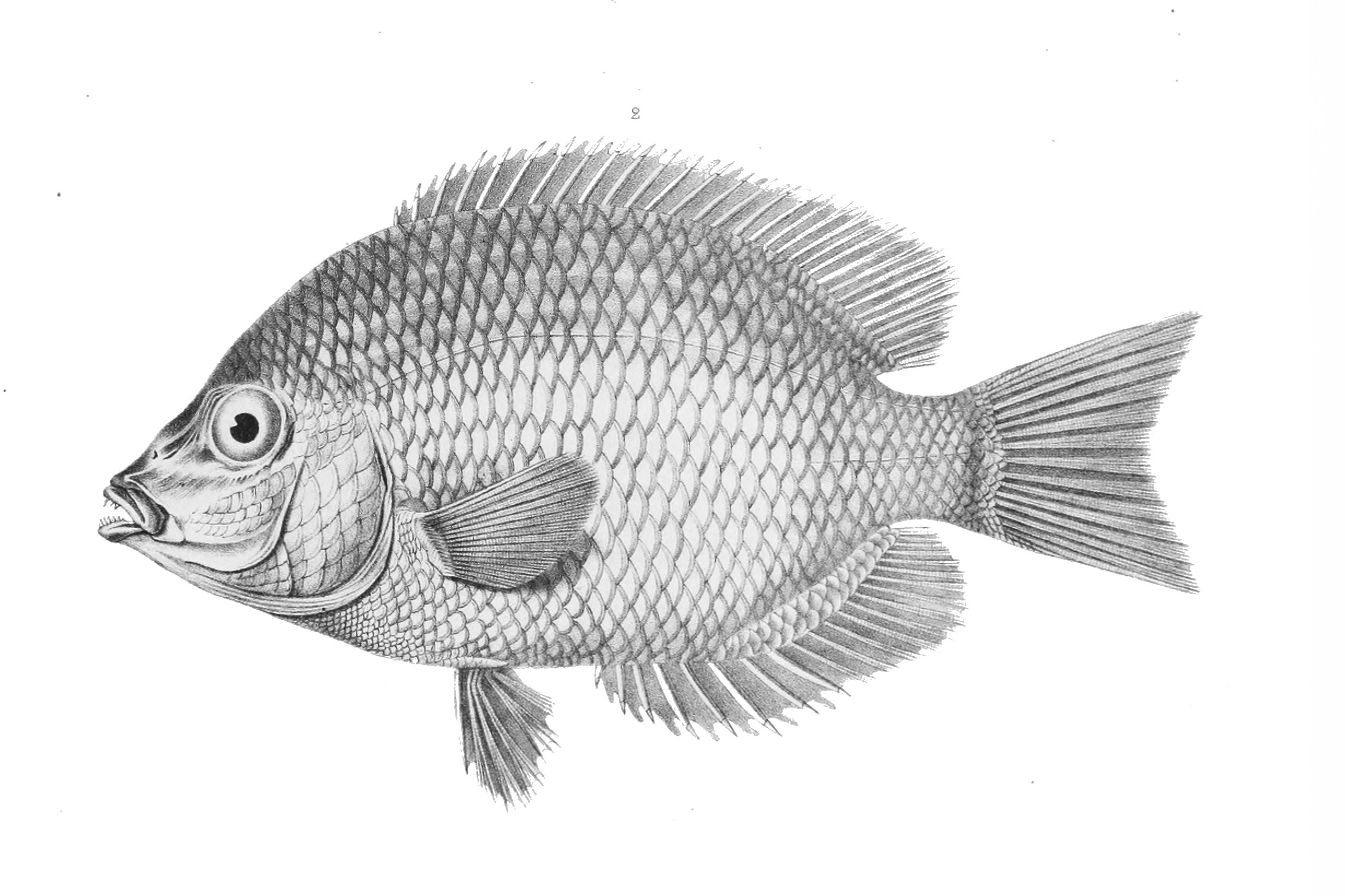
Paretroplus polyactis